# Ayumi Takano
Ayumi Takano (Tokyo, 25 febbraio 1973) è un'attrice, conduttrice televisiva e scrittrice giapponese naturalizzata turca, nota per aver interpretato il ruolo di Manami nella serie Bitter Sweet - Ingredienti d'amore (Dolunay).

## Biografia
Ayumi Takano è nata il 25 febbraio a Tokyo (Giappone), e oltre al giapponese, parla fluentemente l'inglese e il turco.

## Carriera
Ayumi Takano ha ricevuto la sua formazione universitaria presso la facoltà di lettere del dipartimento teatrale dell'Università Nihon di Tokyo. Successivamente si è diplomata presso il dipartimento televisivo della stessa scuola (drammaturgia televisiva). È entrata nella promozione dell'Oscar all'età di diciotto anni e dove ha continuato la sua formazione di recitazione. Durante la sua borsa di studio, ha servito come stand della star in vari spot pubblicitari. In quel momento ha recitato in tre spot pubblicitari e in una serie televisiva. Nel 1997 si è trasferita in Turchia sotto la guida di una fidanzata giapponese. Ha conseguito la sua laurea magistrale presso il dipartimento di cinema-TV dell'Università di Marmara tra il 2000 e il 2002. Ayumi Takano, che va in Giappone 2-3 volte l'anno per vedere la sua famiglia, vive ancora a Istanbul. È anche ambasciatrice ufficiale dell'amicizia dell'anno tra il Giappone e la Turchia.
Ha recitato in vari film come nel 1998 in Her Sey Çok Güzel Olacak, nel 2003 in Japonyali Gelin, nel 2004 in G.O.R.A. - Comiche spaziali (G.O.R.A.), nel 2005 in Hirsiz Var!, nel 2015 in 125 Years Memory  e nel 2021 in Seflerin Sefi. Oltre ad aver recitato in film, ha preso parte anche a serie televisive come nel 2001 e nel 2002 in Askim Askim, nel 2004 in Aga Kizi, nel 2005 e nel 2006 in Hayat Bilgisi, nel 2016 e nel 2017 in O Hayat Benim, nel 2017 in Bitter Sweet - Ingredienti d'amore (Dolunay) e nel 2022 in Gokturkler Asya'nin Efendileri.

## Filmografia

### Cinema
- Her Sey Çok Güzel Olacak, regia di Ömer Vargi (1998)
- Japonyali Gelin, regia di Cem Akyoldas (2003)
- G.O.R.A. - Comiche spaziali (G.O.R.A.), regia di Ömer Faruk Sorak (2004)
- Hirsiz Var!, regia di Oguzhan Tercan (2005)
- 125 Years Memory, regia di Mitsutoshi Tanaka (2015)
- Seflerin Sefi, regia di Ahmet Kapucu (2021)

### Televisione
- Askim Askim – serie TV (2001-2002)
- Aga Kizi – serie TV (2004)
- Hayat Bilgisi – serie TV (2005-2006)
- O Hayat Benim – serie TV (2016-2017)
- Bitter Sweet - Ingredienti d'amore (Dolunay) – serie TV (2017)
- Gokturkler Asya'nin Efendileri – serie TV (2022)

## Teatro
- Amerikan Hala, presso il teatro Sadri Alışık (1999)
- Boing Boing, presso il teatro Sadri Alışık (2001)
- Çayhane, presso il teatro Sadri Alışık (2004)

## Programmi televisivi
- Show Zamanı (Show TV, 1999-2000)
- Sekai-yu-yu (NHK Kanal, Japonya, 2000)
- Anne, Ben Türkiye'deyim (TGRT, 2003)
- Ayumi İle Özel Tatlar (CINE5, 2004-2005)
- Şakaşova (Show TV, 2005)
- Türkiye'de Yaşamak (Kanal 24, 2006)

## Spot pubblicitari
- Ülker Soya Köftesi (2003)
- Sanyo (2004-2006)

## Opere
- Warld Bazaar (2003)
- Seiryu Dergisi (2006)

## Doppiatrici italiane
Nelle versioni in italiano dei suoi film e delle sue serie TV, Ayumi Takano è stata doppiata da:
- Jun Ichikawa[14] in Bitter Sweet - Ingredienti d'amore[15]